# Angela Hampel
Angela Hampel (* 16. Februar 1956 in Räckelwitz, Bezirk Dresden, DDR) ist eine deutsche Malerin, Grafikerin und Objektkünstlerin.

## Leben und Werk
Angela Hampel absolvierte 1972–1974 eine Lehre als Forstfacharbeiterin und arbeitete dann in ihrem Beruf und als Kraftfahrerin. Daneben machte sie ein Abendstudium an der Außenstelle der Hochschule für Bildende Künste Dresden (HfBK) in Bautzen. Von 1977 bis 1982 studierte sie an der HfBK Malerei bei Jutta Damme und Dietmar Büttner. Anschließend arbeitete sie als freischaffende Künstlerin in Dresden und wechselte 1984 in die Keramikwerkstatt Wilfriede Maaß in den Filialen Dresden und Berlin. Von 1987 bis zur Wende 1989 zeigte sie erste Performances, Installationen und Environments und veröffentlichte Siebdrucke, Lithographien und anderes in den Literaturzeitschriften Bizarre Städte und Sondeur. Sie gilt als eine der  Mitgründerinnen der Dresdner Sezession 89, deren Mitglied sie bis 2015 blieb.
Bis zur deutschen Wiedervereinigung 1990 war sie Mitglied im Verband Bildender Künstler der DDR. In der DDR und im Ausland beteiligte sich Hampel auch an zahlreichen Ausstellungen, z. B. bei der Kunstausstellung der DDR 1987/1988 in Dresden oder hatte Einzelausstellungen. Sie konnte dann auch an internationalen Wettbewerben teilnehmen.
Seit den 1990er Jahren ist Angela Hampel passionierte Bergsteigerin.

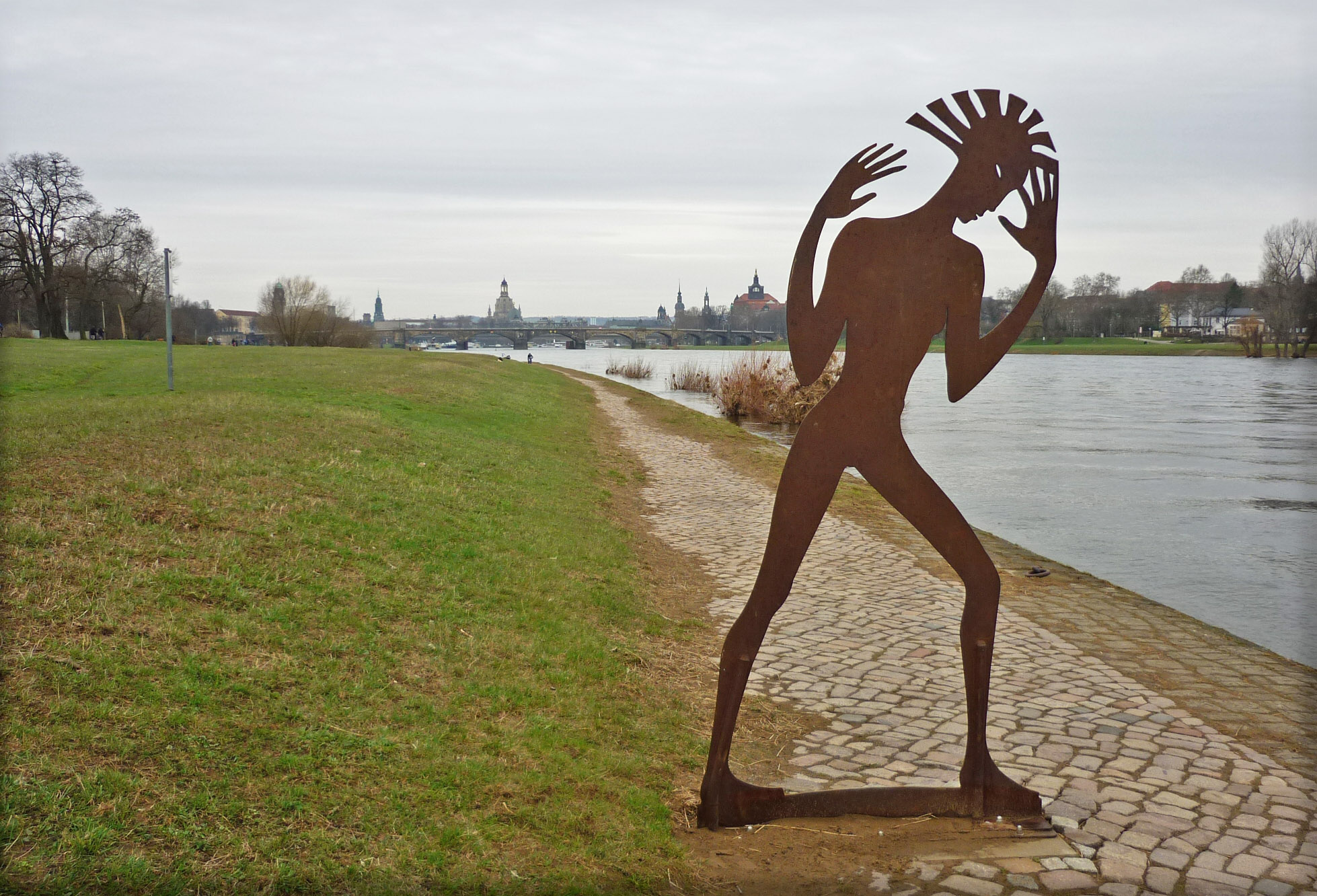
Plastik Undine geht an der Elbe in Johannstadt

## Werke (Auswahl)
- 1998 schuf sie in einem Gemeinschaftsprojekt mit Bonner Kollegen die Plastiken Undine kommt und Undine geht, die heute an der Molenbrücke in Pieschen sowie am Elbufer in Johannstadt stehen.
- 2004: Gestaltung eines symbolhaften Denk Mal(s) für einen Bach – Treibgut (Mnemosyne) am Rathenauplatz in der Dresdener Innenstadt. Es ist ein Hinweis auf den hier in Rohren unterirdisch verlaufenden Kaitzbach.[1]

Buchillustrationen
- Elke Erb: Winkelzüge oder Nicht vermutete, aufschlussreiche Verhältnisse, Druckhaus Galrev, 1991, ISBN 978-3-910161-06-1.
- Róža Domašcyna: Der Hase im Ärmel. Märchen aus Spreewald und Lausitz, Janus Press, 1997, ISBN 978-3-928942-45-4.
- Franz Fühmann: Prometheus. Die Titanenschlacht, Edition Büchergilde, 2005, ISBN 978-3-936428-44-5.
- Monika Melchert, Christa Wolf Kassandra vor dem Löwentor. Die schönsten Szenen bei Christa Wolf: Ein Lese-Verführer, trafo Literaturverlag, 2009, ISBN 978-3-89626-838-9.
- Franziska Bessau: Einfache Buchführung für Selbständige: Ein Grundlagenbuch, das Spaß macht, 2013, ISBN 978-3-00-041568-5.

## Ehrungen
- 1990: Marianne-Werefkin-Preis[2]
- 1998: Ohio Arts Council-Austauschstipendium, Cleveland
- 1999: Sonderpreis im Wettbewerb 100 ausgewählte Grafiken[2]
- 2002: Ringverleihung der Galerie Sonnensegel, Brandenburg
- 2015: Ernennung zum Ehrenmitglied der Dresdner Sezession 89[3]
- 2023: Kunstpreis der Landeshauptstadt Dresden

## Öffentliche Sammlungen und Museen mit Werken Angela Hampels (unvollständig)
- Berlin: Nationalgalerie
- Berlin: Stiftung Kunstforum der Berliner Volksbank
- Berlin: Amerika-Gedenkbibliothek[4]
- Berlin: Kunstsammlung des Deutschen Bundestages
- Dresden: Galerie Neue Meister[5]
- Dresden: Kupferstichkabinett[5]
- Dresden: Kunstgewerbemuseum[5]
- Dresden: Sächsischer Kunstfonds[5]
- Nürnberg: Germanisches Nationalmuseum
- Oberhausen: Ludwiggalerie Schloss Oberhausen

## Einzelausstellungen (unvollständig)
- 1984: Dresden
- 1985: Berlin
- 1986: Dresden, Leipzig, Bonn, Rossendorf
- 1987: Galerie Comenius Dresden
- 1987: Kamenz, Leipzig, Potsdam, München, Galerie Döbele Ravensburg
- 1988: Hoyerswerda, Karl-Marx-Stadt, Erfurt
- 1989: Ilmenau, Forst, Bern
- 1990: Dresden
- 1991: Galerie Döbele, Stuttgart (mit Gudrun Trendafilov)
- 1996: Galerie Mitte, Dresden; Kleine Galerie Ilmenau
- 1997: Galerie Leo Coppi, Berlin
- 2000: Galerie Mitte, Dresden
- 2005: Künstlerplakate Galerie Drei, Dresden
- 2008: Schloss Burgk, Freital
- 2013: Heck-Art Chemnitz
- 2022: Städtische Galerie Dresden[2]
- 2025: Büchergilde & Galerie Frankfurt/Main ("Intensität und Sinnlichkeit". Malerei, Zeichnung, Druckgrafik)